# روز بین‌المللی آشکارسازی تراجنسیتی

روز بین‌المللی آشکارسازی تراجنسیتی (به انگلیسی: International Transgender Day of Visibility) یک رویداد سالانه است که در تاریخ ۳۱ مارس به مناسبت تجلیل از افراد تراجنسیتی و افزایش آگاهی از تبعیض با افراد تراجنسیتی در سراسر جهان و همچنین تجلیل از کمکهای آنها به جامعه اختصاص یافته‌است. این روز توسط یک فعال تراجنسیتی آمریکایی به نام راشل کرندال از میشیگان در سال ۲۰۰۹ و به عنوان واکنشی به عدم شناخت افراد تراجنسیتی از سوی دگرباشان جنسی نامگذاری شد، این روز تنها روز شناخته شده‌است که تراجنسگرا محور می‌باشد. روز یادآوری تراجنسیتی که پیشتر وجود داشت صرفاً برای سوگواری قتل‌های افراد تراجنسیتی می‌باشد، اما اعضای زنده جامعه تراجنسیتی را تجلیل و گرامی نمی‌دارد. نخستین روز بین‌المللی آشکارسازی تراجنسیتی در تاریخ ۳۱ مارس ۲۰۰۹، برگزار شد. از آن زمان تاکنون این روز توسط سازمان حمایت از جوانان مستقر در ایالات متحده برگزار می‌شود.